# 足球女將 (節目)
《足球女將》（英語：Goal To Success），前名《女子足球》，是香港MakerVille製作的真人實境節目，2025年3月10日至14日逢星期一至五21：30 - 22：30，以及3月17日至28日逢星期一至五21：30 -22：25在ViuTV播出。節目招募了二十四位女藝人、前運動員和現役運動員組成女子足球隊，一起訓練和參與比賽。

《足球女將：終極一戰》（英語：Goal To Success: Final Fights）在2025年3月30日錄影，由螢花對戰乙組球隊佳聯元朗，並安排在4月13日星期日22：30 - 23：30播出。
同年8月17日，官方ViuTV宣佈開始製作第2季。

## 參與者
- 蘇皓兒（Chloe）
- 郭思（Suey）
- 湯佩明（Tong Ming）
- 梁庭欣（Ting Yan）
- 鍾慧樺（Ice）
- 王頤（Ocean）
- 陳詠琛（Sum）
- 米姬（Maggie）
- 郭雅琪（Niki）
- 馬詠茹（Vivian）
- 文毅施（Moriah）
- 楊浩兒（Manchester）
- 馬俊怡（Rose Ma）
- 梁雅貽（Nikita）
- 鄭杞瑤（Kylie C）
- 陳偉萍（Ping）
- 董嘉儀（Lulu）
- 吳慧琪（Kiki）
- 王頌茵（Kathy）
- 黃可盈（Flavia）
- 倪碧賢（NB）
- 羅海尤（Muji）
- 羅詠琪（Wingki）
- 吳少娟（Shiho）

## 外部連結
- 《螢花女足 YFFC（ViuTV 女子足球隊 Football Club Women）》的Facebook專頁
- 《螢花女足 YFFC（ViuTV 女子足球隊 Football Club Women）》的Instagram帳戶
- 《螢花女足 YFFC（ViuTV 女子足球隊 Football Club Women）》的Threads